# Chalana (canção)
Chalana é uma canção de Mario Zan e Arlindo Pinto. A música faz alusão as chalanas, embarcações típicas do Pantanal.
A canção foi composta em 1943, quando Mario Zan esteve no Pantanal, em Corumbá. Ele escrevia a letra enquanto esteve na sacada do Hotel Beira Rio, no Porto Geral da cidade. Ficou famosa nas vozes de Sergio Reis e Almir Sater nos anos 70 e 80.
Em 2001, Mario Zan voltou a Corumbá após 58 anos de ausência para relembrar momentos da época em que compôs a canção.